# Славко Докмановић
Славко Докмановић (Трпиња, 14. децембар 1949 — Хаг, 29. јун 1998) био је српски инжењер и градоначелник Вуковара.

## Биографија
На вишестраначким изборима у СР Хрватској средином 1990. године у Вуковару је победила странка Савез комуниста Хрватске (која је од новембра 1990. променила име у Социјалдемократска партија Хрватске) а њен представник Србин Славко Докмановић од краја маја 1990. постао је председник Скупштине општине Вуковар. После сукоба у Боровом Селу у мају 1991. Докмановић се није усуђивао да долази на посао и влада Хрватске сменила је Докмановића у другој половини јула 1991. године, а његовог заменика Хрвата Марина Видића именовала је „повереником” за Вуковар.
Хашки трибунал га је оптужио за злочине против човечности, односно за масакр у Вуковару. У периоду од 1995. до 1996. био је председник Сремско-барањске области.
Ухапшен је 1997. године. Негирао је своју кривицу пред судом. Дана 29. јуна 1998. обесио се у затворској ћелији, а убрзо након тога процес против њега је окончан.
Суђење Веселину Шљиванчанину и Мирославу Радићу, који су оптужени заједно са њим је окончано, док је Миле Мркшић (такође оптужени) у међувремену преминуо.